# 潘多骨尾魚
潘多骨尾魚（學名：Gila pandora）為輻鰭魚綱鯉形目雅羅魚科骨尾魚屬的其中一種，分布於北美洲美國科羅拉多州、新墨西哥州和德克薩斯州的格蘭德河上游和佩科斯河流域，本魚體延長且側扁，眼大，吻鈍，尾柄細長，通常有黑色的背側或背部，身體兩側有兩條微弱的黑色線條，上一條延伸至尾鰭，下一條延伸至臀鰭，側線鱗51-67枚，背鰭軟條8枚，臀鰭軟條8枚，繁殖具有橙紅色肛鰭、背鰭和成對鰭基部和頭部側面，體長可達18公分，棲息在沙石底質小溪、水塘底中層水域，屬肉食性，以甲殼類、水生昆蟲、浮游動物等為食。

## 扩展阅读
維基物種上的相關：潘多骨尾魚